# Jablanica (samhälle)
Jablanica är ett samhälle i Bosnien och Hercegovina.   Det ligger i entiteten Republika Srpska, i den centrala delen av landet, 12 km söder om huvudstaden Sarajevo. Jablanica ligger 679 meter över havet och antalet invånare är 282.
Terrängen runt Jablanica är huvudsakligen lite bergig. Jablanica ligger nere i en dal.Runt Jablanica är det ganska tätbefolkat, med 70 invånare per kvadratkilometer.. Närmaste större samhälle är Sarajevo, 12,3 km norr om Jablanica. 
I omgivningarna runt Jablanica växer i huvudsak lövfällande lövskog.